# ВЕЦ „Сестримо“
ВЕЦ „Сестримо“ е водноелектрическа централа, разположена при село Сестримо, Южна България, част от Каскадата „Белмекен-Сестримо-Чаира“. Собственост е на Националната електрическа компания.
Централата е деривационна, свързана с язовир „Станкови бараки“ чрез напорна деривация с дължина 4,9 километра и среден пад 534 метра. Тя има две пелтонови турбини с общ капацитет 240 MW и средногодишно производство около 233 GWh. Пусната е в експлоатация през 1975 година.